# Vlag van Vuurland, Antarctica en Zuid-Atlantische eilanden

Vlag van Vuurland, Antarctica en de Zuid-Atlantische eilanden

De vlag van Vuurland, Antarctica en Zuid-Atlantische eilanden bestaat uit een blauw en oranje vlak, die van elkaar worden gescheiden door een wit figuur, dat een albatros symboliseert.
Het oranjegele gedeelte staat voor het landschap van Vuurland. Het blauw staat voor de zee om de provincie en de lucht en tevens voor de band met Argentinië; de sterren vormen het sterrenbeeld Zuiderkruis, dat het zuidelijk halfrond symboliseert. De albatros is een vogel die in de provincie veel voorkomt en zijn vlucht staat voor vrijheid.
De vlag vertoont enige gelijkenis met de vlag van Magallanes y la Antártica Chilena, de Chileense regio waar Argentinië Vuurland mee deelt.
De vlag werd aangenomen door de provinciale overheid op 9 november 1999, nadat het was gekozen als het winnende ontwerp in een openbare wedstrijd. Het werd ontworpen door Teresa Beatríz Martínez.